# Païza
Un païza ou païzi ou gerege ((zh) (zh) páizi, Mongol médiéval Гэрэгэ, mongol : Пайз, persan : پایزه pāiza) était une tablette portée par les Mongols fonctionnaires et émissaires pour signifier certains privilèges et une certaine autorité. Ils permirent aux nobles mongols ainsi qu'aux hauts fonctionnaires de demander des biens et services auprès des populations civiles.
Bien que seule une personne avec un païza pût se voir fournir des montures et les rations spécifiées, des autorisations militaires permettaient d'utiliser l'Örtöö même sans païza. Lorsque les fonctionnaires et nobles de l'Empire Mongol émirent des païzas officieusement dans le but d'abuser des civils, Ögedei Khan (r. 1229-1241) interdit à la noblesse de délivrer païzas et jarliqs[Quoi ?].
Pour attirer marchands et talents étrangers, les Grands Khans leur donnèrent des païzas les exemptant de taxes et les autorisant à utiliser des stations de relais. Cependant, Khan Möngke (r. 1251-1259) dut limiter les abus notoires envoya des enquêteurs impériaux pour surveiller les activités des marchands ayant été parrainés par les Mongols. Il leur interdit alors l'usage des stations de relais impériales, ou, Örtöö (zam), ainsi que les païzas.
Marco Polo, qui rendit visite à la Dynastie des Yuan, pendant le règne de Kublai Khan (r. 1260-1294), donna une bonne description du païza.
L'Ilkhan Ghazan (r. 1295-1304) réforma le système d'émission des jarliqs, créant des formulaires pré-établis et différents sceaux selon les grades, ordonnant que tous les jarliqs soient conservés dans les dossiers de la cour et que ceux de plus de 30 ans et les anciens païzas soient annulés. Il fit forger de nouveaux païzas en deux rangs, ordonnant qu'ils portent les noms des porteurs pour empêcher les transferts et exigea qu'ils soient remis au terme de la date officielle.
Bien que les païzas furent popularisés par les mongols, ils n'étaient pas (contrairement à ce qui est prétendu), une innovation mongole. Des passeports similaires étaient déjà en usage dans le nord de la Chine sous la dynastie Liao, et leur utilisation s'est poursuivie sous les royaumes suivants tels que la Dynastie des Jin et le royaume Tangut de Xi-Xia. Le païza Jin comptait sept rangs différents.

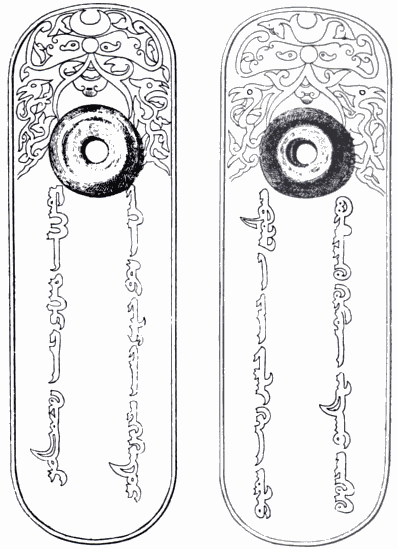
Un Gerege, en mongol bitchig, trouvé dans l'ancien territoire de la Horde d'Or (Fleuve Dniepr, 1845)
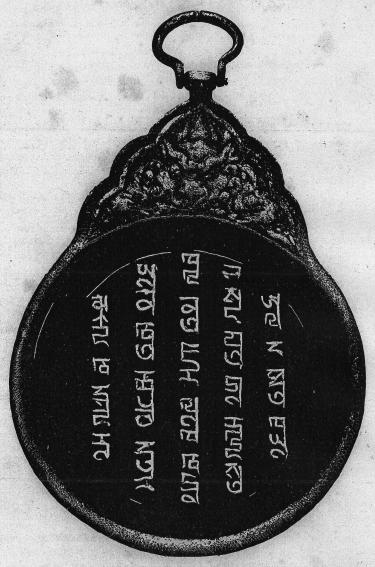
Laissez-passer officiel avec des inscriptions mongole en écriture 'Phags-pa "Par le pouvoir du ciel éternel, [ceci est] un ordre de l'Empereur. Celui qui ne fait pas preuve de respect [au porteur], sera coupable d'une infraction."
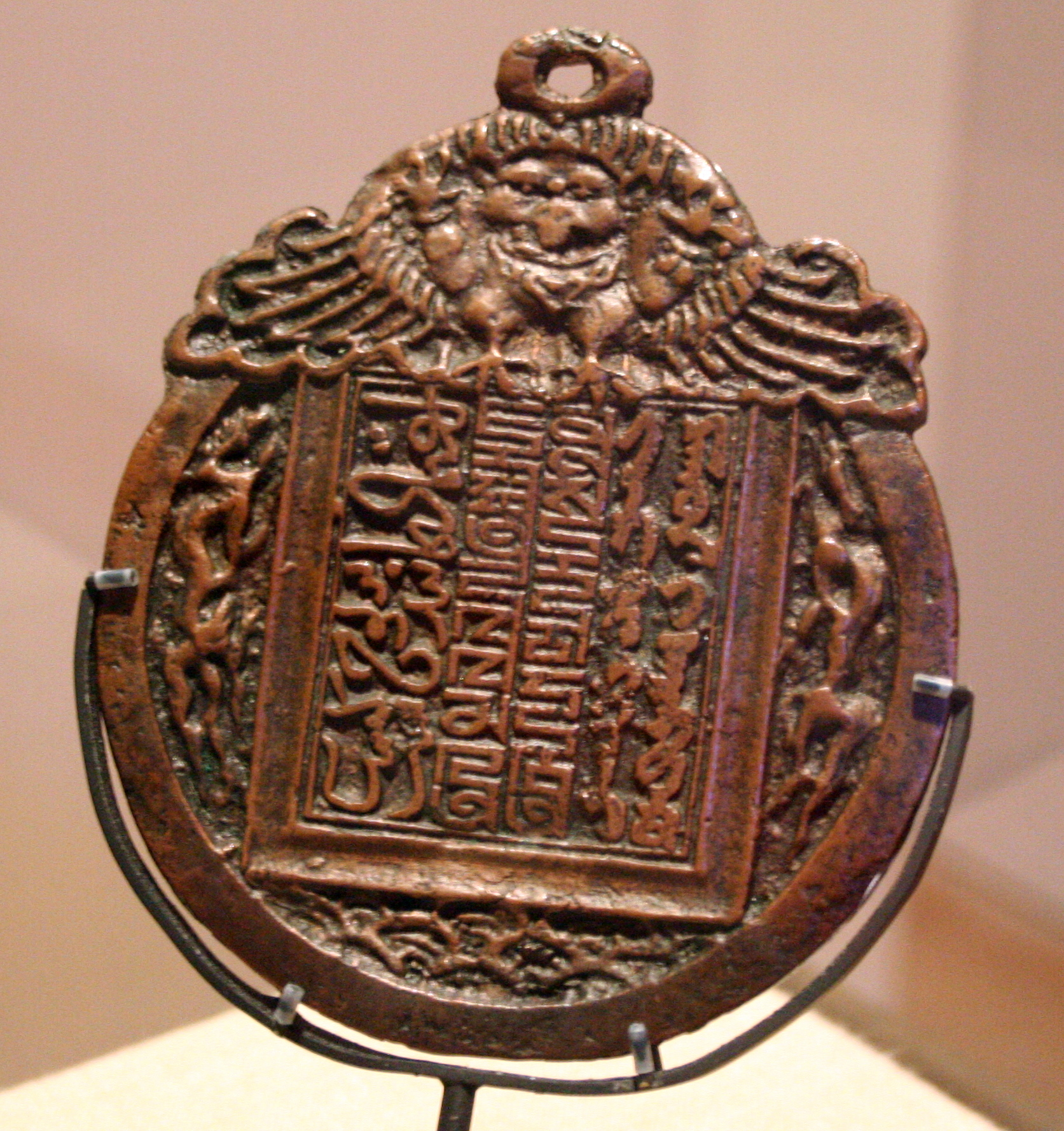
Un veilleur de nuit au col de l'empire Mongol, avec des inscriptions en persan à gauche, en mongol (écriture 'Phags-pa) au centre, et en Ouïghours à droite. Le mongol porte l'inscription suivante: "Déclaration : Méfiez-vous des malfaiteurs".